# Береговые войска ВМФ Российской Федерации
Береговые войска Военно-морского флота (БВ ВМФ) — род сил Военно-морского флота Вооружённых сил Российской Федерации. 
БВ ВМФ ВС России сформированы в октябре 1989 года на базе существовавших в ВМФ СССР самостоятельных родов сил: береговых ракетно-артиллерийских войск и морской пехоты, а также передачей в состав ВМФ ВС России соединений и частей из состава Сухопутных войск ВС Союза ССР, дислоцирующихся на побережье морей.
Береговые войска ВМФ России включают в себя два основных рода сил:
- береговые ракетно-артиллерийские войска;
- морская пехота;
- и формирования других родов войск и спецвойск.

Назначение Береговых войск ВМФ ВС России:
1. прикрытие сил флотов, войск, населения и объектов на морском побережье от воздействия надводных кораблей противника;
2. оборона военно-морских баз и других важных объектов флотов с суши, в том числе от морских и воздушных десантов;
3. высадка и действия в морских, воздушно-морских десантах;
4. содействие сухопутным войскам в противодесантной обороне десантноопасных районов морского побережья;
5. уничтожение надводных кораблей, катеров и десантно-транспортных средств в зоне досягаемости оружия.

Командование Береговых войск ВМФ:
1. начальник Береговых войск ВМФ при Главкомате ВМФ;
2. начальники Береговых войск флотов, флотилий, ВМБ.

## История
Уже в XIV—XVI веках Новгородская феодальная республика и Российское царство располагали укреплёнными береговыми сооружениями в истоках и нижних течениях крупных рек, наиболее выдающимися образцами которых являются новгородская каменная крепость Корела на Вуоксе (XIV в.), Соловецкий монастырь (XV в.), Ивангородская крепость на Нарве (1492) и Астраханский кремль (1582—1589) в дельте Волги.
Но настоящая история береговых войск берёт своё начало с конца XVII века, с выхода России к морям и формирования регулярного Российского флота. Захват армией Петра I в 1696 году турецкой крепости Азов заложил основу для создания системы береговой обороны на южных рубежах, однако после неудачного Прутского похода (1711) строившиеся укрепления на время пришлось оставить.
После основания в 1703 году Санкт-Петербурга насущным вопросом стала защита новой столицы с моря, остров Кроншлот и морская крепость Кронштадт стали прообразом береговой обороны (Форты Петра Великого). Корпус «морских солдат», созданный по указу Петра I, имел в своём составе канониров береговых батарей.
Победы российских армии и флота в русско-турецких войнах 1768—1774 и 1787-1791 годов, присоединение к России Крыма и основание там в 1783 году Черноморского флота позволили воссоздать систему береговых крепостей на Чёрном море, важными звеньями которой стал Севастополь и захваченные в 1774 и 1791 году у турок Кинбурн и Очаков.
Весь XIX век происходило развитие отечественной фортификации и артиллерийских систем, они в первую очередь проходили обкатку на флоте и выражались в принятии неотложных мер по укреплению и защите приморских городов. После катастрофического наводнения 1824 года по проекту инженер-генерала П. К. Сухтелена осуществлена была масштабная реконструкция Кронштадтской крепости.
Оборона Севастополя и Петропавловска на Камчатке, захват русской крепости Бомарсунд на Аландских островах, бомбардировка англо-французским флотом Свеаборга на Балтике, Соловецкого монастыря на Белом и Таганрога на Азовском море в годы Крымской войны (1853—1856) показали необходимость дальнейшего укрепления береговой обороны, реконструкции крепостей и переоснащения их новой дальнобойной артиллерией.
Уже в 1857 году под руководством военного инженера генерала Э. И. Тотлебена началось сооружение Керченской крепости на крымском мысе Ак-Бурун, оснащавшейся мощной артиллерией, и в основном законченное к 1872 году. Для вооружения русских береговых укреплений учёным артиллеристом штабс-капитаном Н. В. Маиевским создана была 60-фунтовая (197-мм) крепостная чугунная пушка обр. 1857 года.
Опыт, приобретённый при обороне Порт-Артура (1904) в годы русско-японской войны, был использован при сооружении такого мощнейшего военно-морского фортификационного сооружения как Владивостокская крепость (1889—1918), оставшегося незаконченным. С конца XIX века, и вплоть до революции 1917 года, производились работы по реконструкции оборонительных укреплений Свеаборга. При этом активно использовался не только иностранный опыт, но и передовые наработки российских инженеров и архитекторов, применялись принципиально новые строительные материалы.
Устанавливавшееся на бастионах и в капонирах вооружение по возможности заменялось современными дальнобойными артиллерийскими системами, получавшими более совершённые станки и системы наведения, такими как 152-мм пушка Канэ, 42-линейная крепостная пушка Круппа и 9-дюймовая крепостная мортира системы Н. В. Маиевского, изготовлявшаяся на Пермском пушечном заводе.
К началу XX века только на Балтике Россия имела 5 морских крепостей: Кронштадт, Либава, Усть-Двинск, Выборг и Свеаборг. При формировании ТАОН в годы Первой мировой войны приоритет отдавался морским офицерам-артиллеристам.
После революции и Гражданской войны практически все береговые фортификационные сооружения военно-морских сил царской России, а также сопутствовавшая им инфраструктура, военная техника и вооружение, перешли Советскому Союзу и его РККФ. В начале 1930-х годов начался процесс восстановления их боевой готовности, предусматривавший, в числе прочего, перевооружение новой артиллерией, оптическими системами и средствами связи. В частности, на важнейших участках системы береговой обороны Севастополя, а также Прибалтики и Дальнего Востока, устанавливались щитовые установки 100-мм корабельных орудий Б-24, полубашенные установки 130-мм корабельных орудий Б-13 и башенные одно- и двухорудийные установки МО-1-180 и МБ-2-180, оснащавшиеся новыми 180-мм морскими пушками Б-1-К и Б-1-П. На мысе Херсонес под Севастополем дополнительно введена была в строй заложенная ещё в 1913 году береговая артиллерийская батарея-35, состоявшая из двух двухорудийных башенных установок БЛ-10, вооружённых 305-мм корабельными пушками.
В 1930-е годы советской военной промышленностью освоено также было производство мощных железнодорожных артиллерийских установок ТМ-1-14, ТМ-2-12, ТМ-3-12 и ТМ-1-180, оснащавшихся доставшимися в наследство от императорского флота дальнобойными 14-ти дюймовыми (356-мм) и 12-ти дюймовыми (305-мм) орудиями, 180-мм морскими орудиями Б-1-К и Б-1-П, а также передвижными установками СМ-4-1, вооружавшимися 130-мм корабельными орудиями Б-13. В частности, в 1932-1936 годах из построенных на Металлическом заводе на базе 305-мм орудий списанных черноморских броненосцев «Евстафий» и «Иоанн Златоуст» шести транспортёров ТМ-2-12 сформированы были 6-я, 7-я и 8-я железнодорожные батареи, отправленные на Дальний Восток, где они существенно усилили береговую оборону в условиях возможного нападения флота милитаристской Японии. 
В предвоенные годы и в годы Великой Отечественной войны была построена мощная береговая оборона Севастополя, Ленинграда, Владивостока, Мурманска. За некоторыми исключениями (Севастополь), противнику так и не удалось её преодолеть. При этом многие части береговой артиллерии, такие как 30-я и 35-я батареи береговой обороны Черноморского флота, являлись примером стойкости и героизма в ходе боёв с фашистскими захватчиками.
В дни блокады Ленинграда, в частности обороны полуострова Ханко и боях на Лужском рубеже, отличились моряки-артиллеристы 101-й морской железнодорожной артиллерийской бригады.
Проведённая накануне войны частичная реконструкция фортификационных сооружений Владивостокской крепости, в условиях фактического отсутствия полноценной Тихоокеанской группировки РККФ, послужила одной из причин того, что милитаристская Япония так и не решилась вступить в войну против Советского Союза на Дальнем Востоке. Причём по окончании войны, наряду с восстановлением Тихоокеанского флота, военно-техническое переоснащение крепости успешно продолжалось.
С началом «холодной войны» и противостояния СССР блоку НАТО, промышленно развитые государства-члены которого, помимо подводных лодок, обладали мощными надводными морскими группировками, включавшими многочисленные ударные надводные корабли, авианесущие и крупные десантные суда, появилась необходимость создания современных систем береговых морских вооружений, способных противостоять вероятному противнику в ближней морской зоне, защитив от возможного вторжения крупные промышленные центры и важнейшие морские порты.
Если в защите внутренних районов страны, военных объектов, промышленных и культурных центров, в том числе столичных городов, от налётов авиации и ракетных обстрелов преимущественное внимание уделялось созданию системы ПРО и развитию средств ПВО, в том числе мобильных зенитных ракетных систем, прикрывать прибрежные и морские объекты и населённые пункты должны были передвижные береговые ракетные установки, оснащавшиеся передовыми для того времени корабельными ракетными системами.
Уже в 1958 году на вооружение частей береговой обороны ВМФ СССР принят был подвижный ракетный комплекс «Сопка», работа над которым была начата в соответствии с постановлением Совета Министров СССР № 2004—1073 от 1 декабря 1955 года филиалом ОКБ-155-1 (ныне МКБ «Радуга»). Он оснащался дозвуковой противокорабельной авиационной крылатой ракетой КС-1 «Комета», имевшей дальность полёта около 90 км. Главным недостатком его, помимо недостаточной дальности и высокого КВО самой ракеты, являлось то, что устанавливалась она не на самоходной, а на буксируемой пусковой установке. Потому в 1962 году, в соответствии с новым постановлением Совмина СССР № 903—378 от 16 августа 1960 года, на базе сверхзвуковой оперативно-тактической противокорабельной ракеты П-35 был разработан более совершенный противокорабельный ракетный комплекс «Редут», принятый на вооружение ВМФ в 1966 году. Обладая в ранней версии дальностью свыше 200, а в модернизированной 460 км, он способен был прикрыть на значительной протяжённости важнейшие береговые объекты.
В 1978 году к нему прибавился ракетный комплекс «Рубеж», имевший меньшую дальность поражения около 80 км, но оснащённый уже не одной, а двумя дозвуковыми крылатыми ракетами П-15 «Термит» на мобильной пусковой установке, где дополнительно монтировалась ещё и РЛС 3Ц51 «Гарпун», а также газотурбинная станция электропитания. В комплексе с БРК «Редут», зенитными установками, пограничными кораблями и авиацией морской разведки, такая система в течение многих лет надёжно защищала морские рубежи СССР.
Наряду с мобильными ракетными, велась работа и над созданием комплексов стационарных, неподвижность и уязвимость для поражения вероятным противником позиций которых компенсировались высоким уровнем защиты. В 1954 году в ОКБ-52 под руководством В. Н. Челомея началась разработка берегового подземного комплекса «Утёс» с крылатыми ракетами С-2, специально для размещения которого в 1955 году в Крыму, в районе мыса Айя, началось строительство «Объекта 100». Первый дивизион комплекса под Балаклавой был принят на вооружение Черноморского флота 30 августа 1957 года. Вскоре на боевое дежурство встал второй дивизион у с. Резервное, а затем аналогичный комплекс («Объект-101») был размещён на острове Кильдин в Баренцевом море. В 1972 году крымский ракетный комплекс был переоснащён более совершенными крылатыми ракетами П-35Б, а в 1976 году такие же ракеты получили дивизионы на Кильдине.

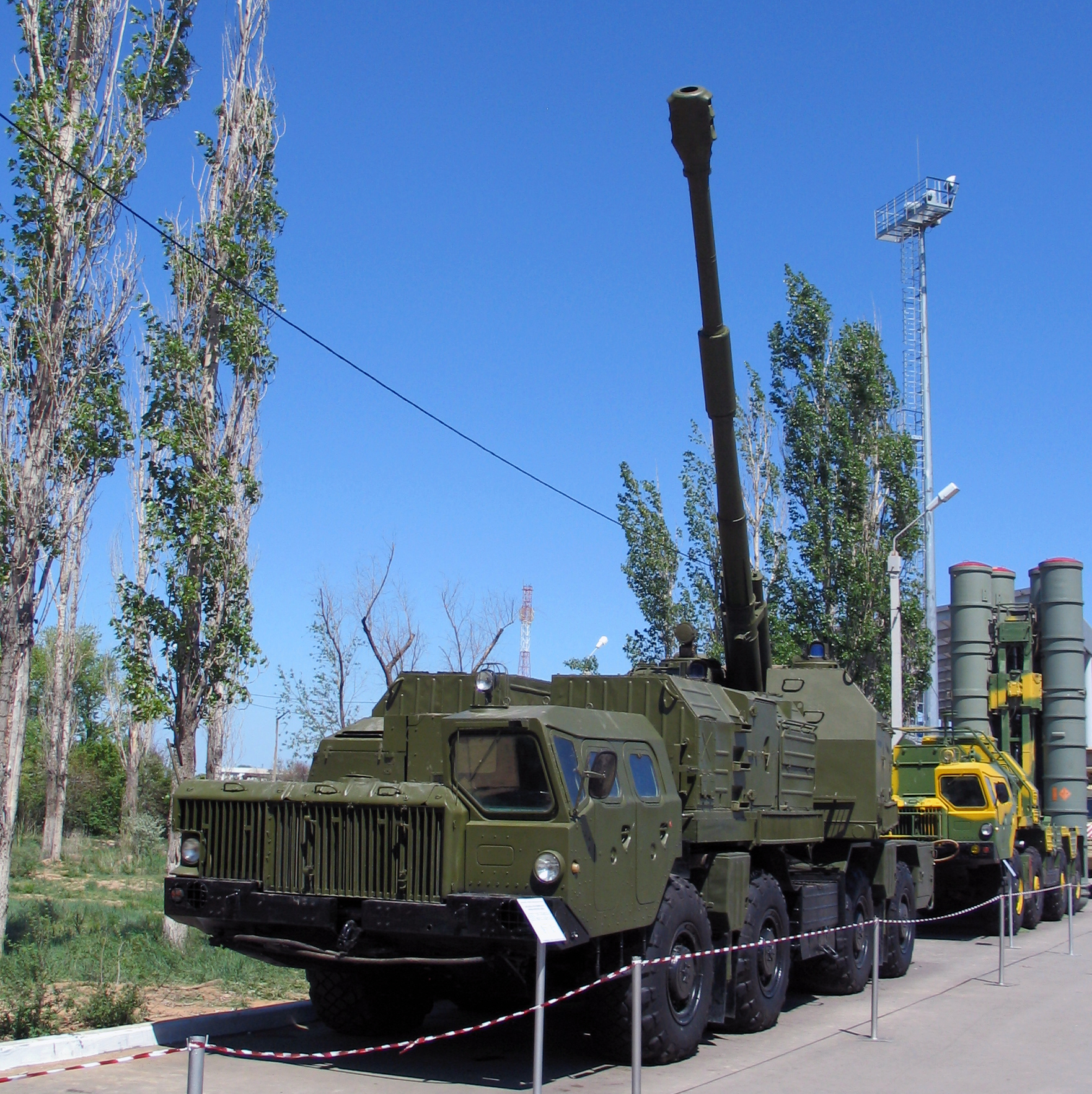
130-мм самоходная артиллерийская установка противокорабельного артиллерийского комплекса «Берег»

С развалом Советского Союза, в рамках общей деградации лишившегося необходимого финансирования военно-морского флота, начался неуклонный процесс сокращения боевой мощи и технического оснащения его береговых войск, приостановленный в начале 2000-х годов. Своевременно принятые неотложные меры, включавшие подготовку военных специалистов, привлечение конструкторских и инженерных кадров и использование передовых научных технологий, позволили не только сохранить, но и значительно усилить береговую оборону страны, обладающей самыми протяжёнными в мире морскими границами.
С начала 2000-х годов началось мелкосерийное производство 130-мм береговых противокорабельных артиллерийских комплексов «Берег», разработанных ещё в 1988 году. С 2008 года на вооружение частей береговой обороны ВМФ России стали поступать подвижные ракетные комплексы «Бал» с высокоточными дозвуковыми противокорабельными ракетами Х-35 с дальностью полёта 130 км (в модернизированной версии 260 км), а с 2010 года флот стал получать на вооружение ещё более мощные ракетные комплексы «Бастион», оснащавшиеся высокоточными сверхзвуковыми противокорабельными ракетами «Оникс» с дальностью полёта свыше 300 км, способные прикрывать побережье на протяжённости до 600 км.
Несмотря на постановку на боевое дежурство новейших ракетных комплексов «Бал» и «Бастион», на вооружении береговых частей российского ВМФ сохранено было некоторое количество советских береговых ракетных систем, особенно БРК «Редут», имеющего большую дальность поражения. В настоящее время ведётся работа над модернизацией действующих и разработкой более совершённых перспективных ракетных комплексов. В частности, на Международном военно-морском салоне «МВМС-2019» впервые был представлен облегчённый вариант берегового ракетного комплекса «Бал» — БРК «Рубеж-МЭ» на шасси КАМАЗ. На 2020 год запланировано перевооружение стационарного берегового ракетного комплекса «Утёс» в Крыму новыми ракетными системами.
В 2020 году в боевом составе ВМФ были сформированы мотострелковая дивизия и береговая ракетная бригада.

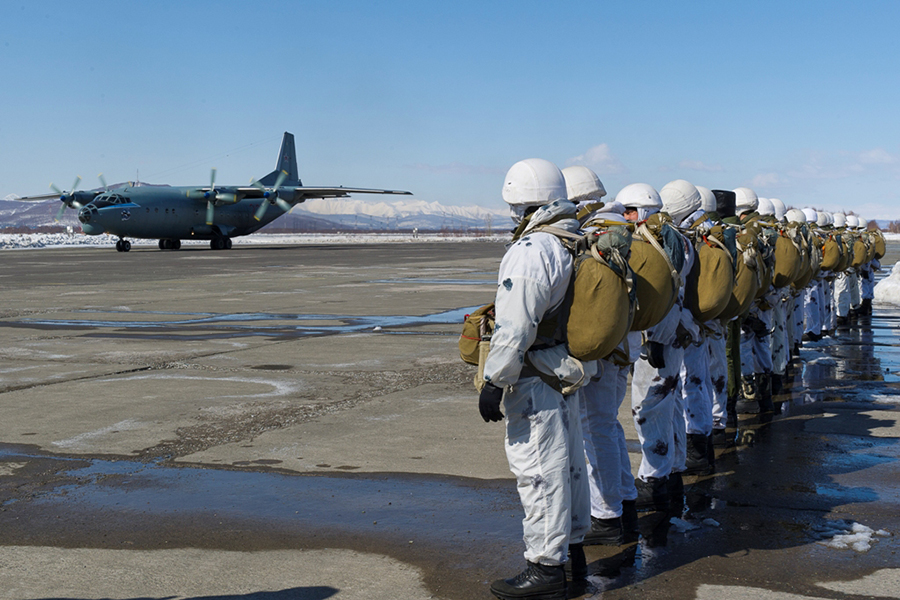
Подготовка к выполнению учебно-тренировочных прыжков с парашютом десантно-штурмовых подразделений 40-й отдельной бригады морской пехоты Тихоокеанского флота с самолёта типа Ан-12. 27 марта 2014.
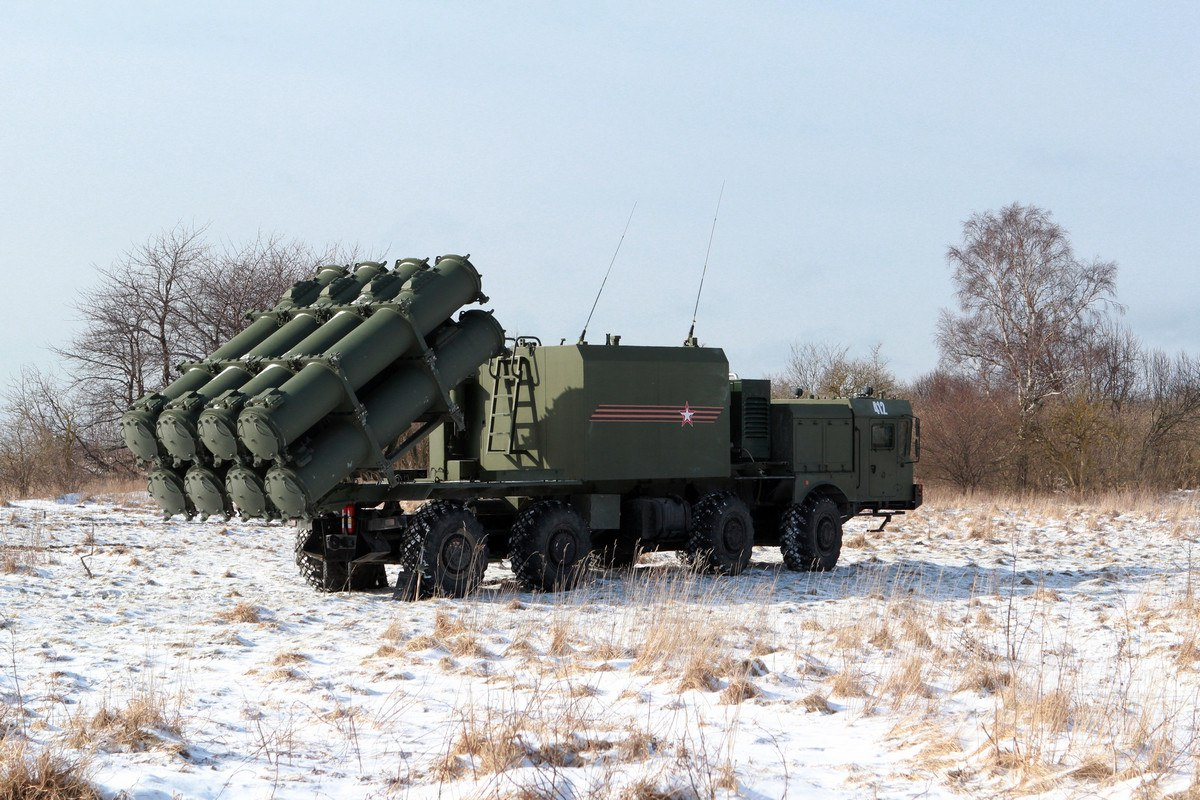
Пусковая установка противокорабельного ракетного комплекса «Бал» 25-й береговой ракетно-артиллерийской бригады ДКБФ
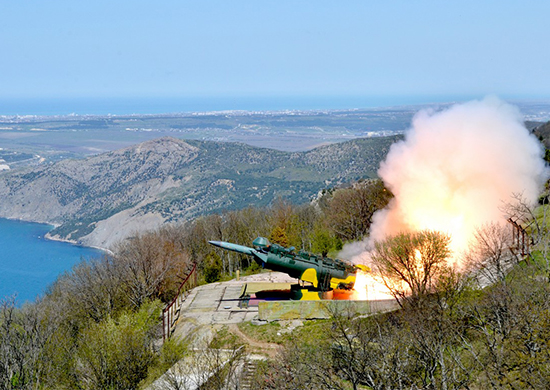
Пусковая установка берегового ракетного комплекса «Утёс» в Крыму.

## Состав Береговых войск ВМФ Российской Федерации

### Тихоокеанский флот
- 155-я отдельная гвардейская Курская орденов Жукова и Суворова бригада морской пехоты имени дважды Героя Российской Федерации генерал-майора М. Е. Гудкова (в/ч 30926) (Владивосток).
- 40-я отдельная гвардейская Краснодарско-Харбинская дважды Краснознамённая бригада морской пехоты (в/ч 10103) (Петропавловск-Камчатский).
- 72-я отдельная береговая ракетная бригада, в/ч 15118 (пгт Смоляниново).
- 520-я отдельная береговая ракетно-артиллерийская бригада (п. Англичанка, Камчатский край)

### Черноморский флот
- 810-я отдельная гвардейская орденов Ушакова и Жукова бригада морской пехоты, в/ч 13140. Базируется в Севастополе:
  - 382-й отдельный батальон морской пехоты, в/ч 45765. Базируется в Темрюке;
- 15-я гвардейская береговая ракетная бригада[9] (в/ч 80365)[10][11][12]
- 11-я отдельная береговая ракетно-артиллерийская бригада[13], в/ч 00916, пгт Уташ, Краснодарский край
- 68-й отдельный морской инженерный полк (в/ч 86863, г. Евпатория)
- 126-я отдельная гвардейская бригада береговой обороны (в/ч 12676, с. Перевальное)

- Боевые расчёты береговых ракетных комплексов «Бастион» 25-й отдельной береговой ракетной бригады Балтийского флота отрабатывают учебные вопросы на побережье Калининградской области.

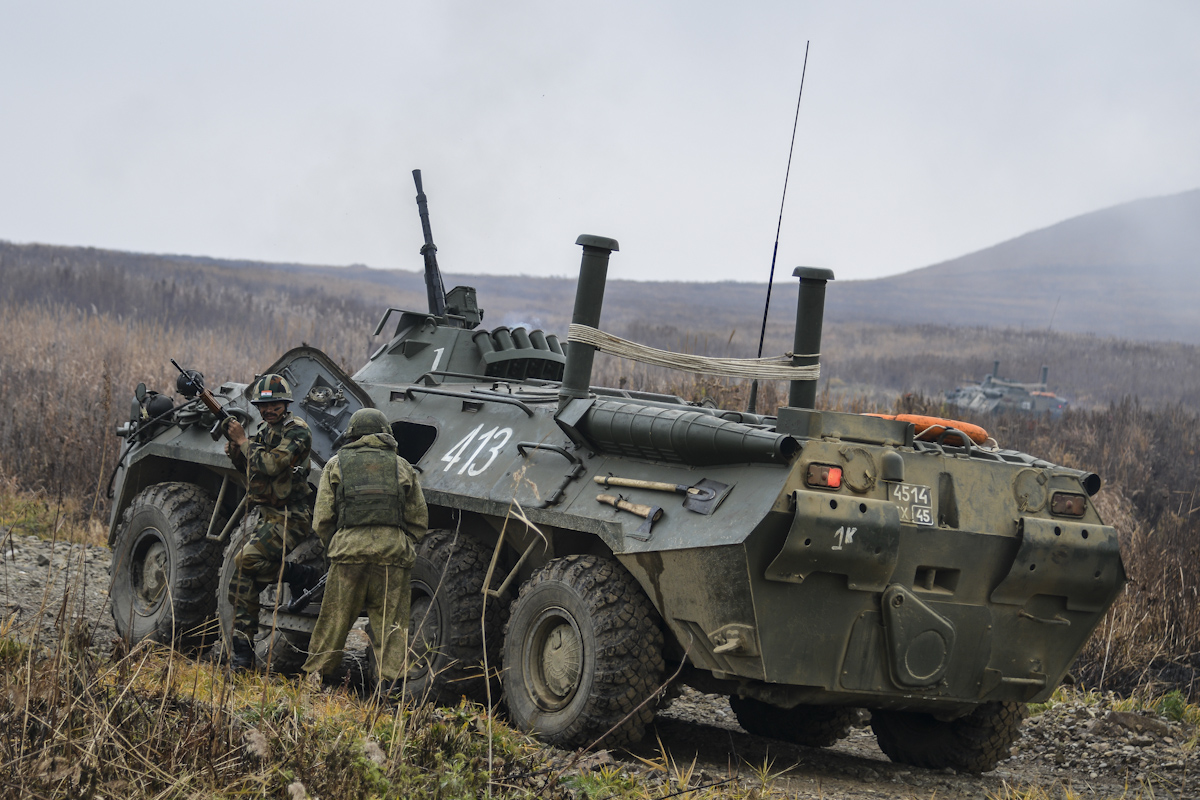
Высадка десанта 155-й отдельной бригады морской пехоты совместно с индийскими военными на необорудованное побережье в рамках российско-индийского учения «Индра-2017» (полигон Клерк, Приморский край). 28 октября 2017.

### Балтийский флот
- 336-я отдельная гвардейская Белостокская орденов Жукова, Суворова и Александра Невского бригада морской пехоты (в/ч 06017) (г. Балтийск, Калининградской области)
- 27-я отдельная береговая ракетная бригада (п. Донское)[14][15]
- 25-я отдельная береговая ракетная бригада[16]

### Северный флот
- 61-я отдельная Киркенесская Краснознамённая бригада морской пехоты (в/ч 38643 Мурманская обл., п. Спутник)
- 536-я отдельная береговая ракетная бригада[15]

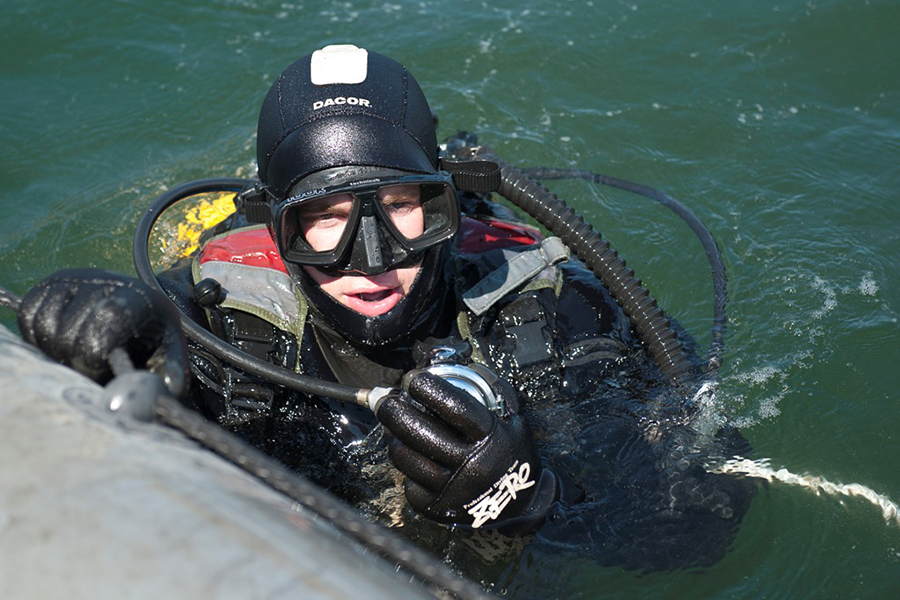
Военнослужащий 311-го отряда по борьбе с подводными диверсионными силами и средствами.
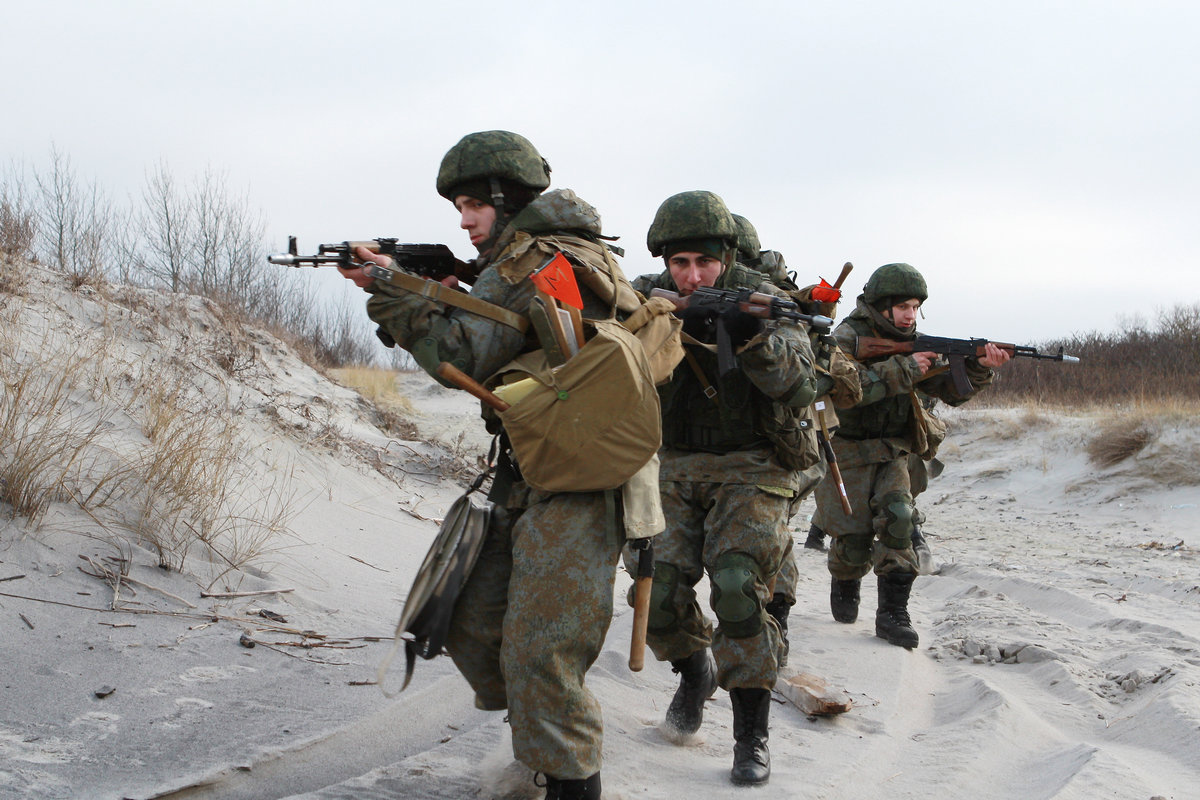
Учение по инженерно-сапёрной подготовке с подразделением 69-го отдельного гвардейского морского инженерного полка Балтийского флота в Калининградской области. 12 января 2018.

### Каспийская флотилия
- 177-й отдельный полк морской пехоты (г. Каспийск, Республика Дагестан)[17]
- 51-й отдельный береговой ракетный дивизион (г. Каспийск) (на вооружении БРК «Бал»)[18]

## Воинские звания военнослужащих береговых войск ВМФ
Воинские звания военнослужащих — войсковые (не корабельные), за исключением рядового состава:
- матрос, старший матрос
- младший сержант, сержант, старший сержант, старшина
- прапорщик, старший прапорщик
- лейтенант, старший лейтенант, капитан
- майор, подполковник, полковник
- генерал-майор, генерал-лейтенант, генерал-полковник

| Призывной и контрактный состав береговых войск ВМФ | Призывной и контрактный состав береговых войск ВМФ | Призывной и контрактный состав береговых войск ВМФ | Призывной и контрактный состав береговых войск ВМФ | Призывной и контрактный состав береговых войск ВМФ | Призывной и контрактный состав береговых войск ВМФ | Призывной и контрактный состав береговых войск ВМФ | Призывной и контрактный состав береговых войск ВМФ | Призывной и контрактный состав береговых войск ВМФ |
|                                                    | Матросы                                            | Матросы                                            | Сержанты и старшины                                | Сержанты и старшины                                | Сержанты и старшины                                | Сержанты и старшины                                | Прапорщики                                         | Прапорщики                                         |
| -------------------------------------------------- | -------------------------------------------------- | -------------------------------------------------- | -------------------------------------------------- | -------------------------------------------------- | -------------------------------------------------- | -------------------------------------------------- | -------------------------------------------------- | -------------------------------------------------- |
| Погоны к повседневной форме одежды                 |                                                    |                                                    |                                                    |                                                    |                                                    |                                                    |                                                    |                                                    |
| Звание →                                           | Матрос                                             | Старший матрос                                     | Младший сержант                                    | Сержант                                            | Старший сержант                                    | Старшина                                           | Прапорщик                                          | Старший прапорщик                                  |
| Погоны к полевой форме одежды                      |                                                    |                                                    |                                                    |                                                    |                                                    |                                                    |                                                    |                                                    |

| Погоны к повседневной форме одежды |               |           |               |         |       |              |           |               |                   |                   |
| Звание →                           | Мл. лейтенант | Лейтенант | Ст. лейтенант | Капитан | Майор | Подполковник | Полковник | Генерал-майор | Генерал-лейтенант | Генерал-полковник |
| Погоны к полевой форме одежды      |               |           |               |         |       |              |           |               |                   |                   |

## Начальники
- генерал-майор Макаров С. С. — 1956—1966 — начальник 4-го отдела подготовки БА УБП ВМФ, главный специалист РЧ УБП ВМФ
- генерал-майор Мельников, Пётр Егорович — 1966—1977 — главный специалист РЧ и МП ВМФ
- генерал-майор Сергеенко, Борис Иванович — 1977—1987 — главный специалист РЧ и МП ВМФ
- генерал-полковник Скуратов, Иван Сидорович — 1987—1995 — главный специалист РЧ и МП ВМФ, начальник БВ ВМФ с 1989, командующий БВ ВМФ с 1992
- генерал-майор Романенко, Владимир Иванович — 1995—1996 — начальник БВ ВМФ
- генерал-майор Тарасов, Владимир Иванович — 1996—1997 — начальник БВ ВМФ
- генерал-лейтенант Шилов, Павел Сергеевич — 1997—2004 — начальник БВ ВМФ, начальник Управления сухопутных и береговых войск ВМФ с 1998
- генерал-майор Заставский, Александр Николаевич — 2004—2005 — и.о. начальника БВ ВМФ[19]
- генерал лейтенант Старчеус, Игорь Евгеньевич — 2005—2009 — начальник БВ ВМФ
- генерал-лейтенант Колпаченко, Александр Николаевич — 2009—2017
- генерал-лейтенант Макаревич, Олег Леонтьевич — 2017—2019
- генерал-лейтенант Астапов, Виктор Борисович — 2019 — 2025
- генерал-майор Гудков, Михаил Евгеньевич — март 2025 — 2 июля 2025

## Вооружение и военная техника
Основным вооружением Береговых войск ВМФ РФ являются береговые противокорабельные ракетные и артиллерийские комплексы. Помимо этого имеются подразделения морской пехоты и мотострелков с общевойсковым вооружением.